# Andrena taiwanella
Andrena taiwanella là một loài Hymenoptera trong họ Andrenidae. Loài này được Dubitzky mô tả khoa học năm 2002.